# Kaliumkanal

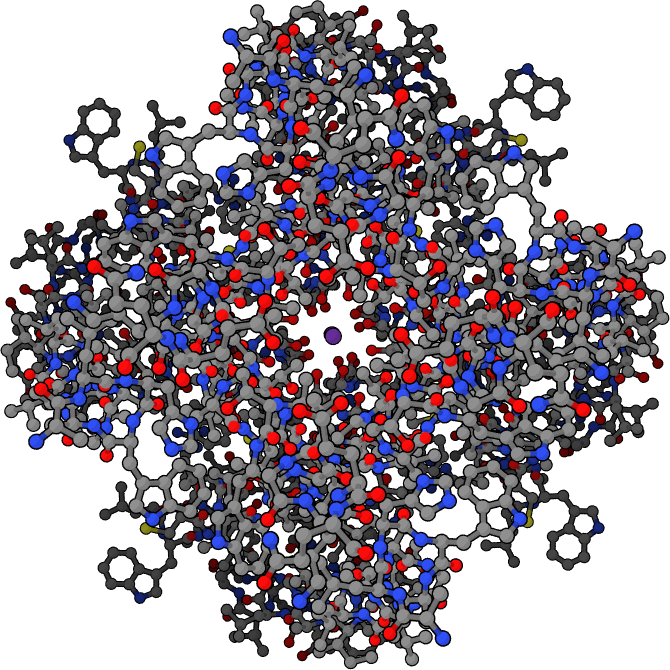
Ansicht von oben auf einen Kaliumkanal, die violetten Kaliumionen passieren den Kanal (PDB code = 1BL8)

Der Kaliumkanal (engl. potassium channel) bezeichnet einen Ionenkanal, der in spezifischer Weise den Durchtritt für Kaliumionen gestattet. Der Transport von Kaliumionen durch den Kaliumkanal erfolgt passiv durch Diffusion. Seine Richtung wird durch die elektrochemische Triebkraft für Kaliumionen bestimmt.

## Mechanismen der Aktivierung unterschiedlicher Kaliumkanäle

### Spannungsaktivierte Kaliumkanäle
Spannungsaktivierte Kaliumkanäle (TCDB: 1.A.1.2) öffnen sich bei Änderungen des Membranpotentials und unterstützen z. B. die Repolarisation während des Aktionspotentials eines Neurons. Die Aktivierung dieses Kaliumkanaltyps erfolgt durch Depolarisation der Membran beim gleichen Schwellenpotential wie dem der Natriumkanäle. Allerdings erfolgt die Öffnung des Kaliumkanals dieses Typs sehr viel langsamer und hält länger an als die des Natriumkanals.
Ein weiterer spannungsaktivierter Kaliumkanal öffnet und schließt sich während der Depolarisation außerordentlich rasch (10−4 bis 10−5 s), verursacht so kurzfristig einen repolarisierenden Kaliumausstrom (A-Strom, engl. A-current, IA) und ermöglicht dadurch ein schnelles „Feuern“ der Nervenzellen.
Man unterscheidet auswärts- und einwärts gleichrichtende Kaliumkanäle (outward rectifier (Kor) bzw. inward rectifier (Kir)). Dabei bezieht sich die jeweilige Richtung (aus- oder einwärts) nur auf die kinetisch begünstigte, nicht aber auf die tatsächlich vorliegende Richtung des Ionenstroms. So tritt in menschlichen Zellen fast ubiquitär ein einwärtsgleichrichtender Kaliumkanal auf, der aber auf Grund der elektrochemischen Triebkraft für Kalium einen Auswärtsstrom von Kalium-Ionen verursacht.

### Calciumaktivierte Kaliumkanäle
(TCDB: 1.A.1.3) Sie öffnen sich bei einem starken Anstieg der intrazellulären Calciumionen-Konzentration und repolarisieren bzw. hyperpolarisieren dadurch die Zellmembran.

### G-Protein-aktivierte Kaliumkanäle
Hierbei handelt es sich um Kaliumkanäle, welche direkt durch G-Proteine oder indirekt durch second messenger reguliert werden. Nach der Aktivierung des G-Protein-gekoppelten Rezeptors (GPCR) durch den Liganden (z. B. Acetylcholin im Fall des muscarinischen Acetylcholin-Rezeptors) wird in der Gα-Einheit des G-Proteins GDP durch GTP ausgetauscht. Im dadurch aktivierten Protein löst sich nun die α-Einheit vom Rest, wodurch Gβγ an den Kaliumkanal binden kann und diesen öffnet. Dieser bleibt solange geöffnet, bis das gebundene GTP an Gα wieder zu GDP hydrolysiert und sich die Untereinheiten wieder formieren. Eine wichtige Rolle spielen diese Kanäle für die Regulation der Herzfrequenz durch den parasympathischen Anteil des vegetativen Nervensystems und an hemmenden Synapsen im Zentralnervensystem.

### Mechanisch aktivierte Kaliumkanäle
Sie öffnen sich durch Druck oder Zug auf die Membran. So funktionieren z. B. die Kaliumkanäle an den Tip Links der Stereocilien, also den Sinnes-Haarzellen im Innenohr.

### ATP-sensitive Kaliumkanäle
Sie öffnen sich, wenn der zelluläre ATP-Gehalt sinkt und sind z. B. in den insulinproduzierenden Beta-Zellen des Pankreas sowie in Neuronen des Hypothalamus enthalten.
ATP-sensitive Kaliumkanäle (TCDB: 1.A.2) sind ein wichtiger Bestandteil des Blutzucker-Sensorsystems. Sie bestehen aus einem äußeren Ring, der sich aus vier identischen regulatorischen Untereinheiten zusammensetzt, die als SUR1 bezeichnet werden, sowie einem inneren Ring, bestehend auf vier identischen, kleineren Untereinheiten, bezeichnet als Kir6.2, welche die zentrale Pore umgeben. Aufgabe der ATP-sensitiven Kaliumkanäle der Beta-Zelle des Pankreas ist es, den Ernährungs-Stoffwechsel der Beta-Zelle mit ihrer elektrischen Membranaktivität zu verknüpfen. Ist der Blutzucker-Spiegel niedrig, kann durch die Zelle wenig ATP gebildet werden, der ATP-sensitive Kaliumkanal ist geöffnet, an der Membran der Beta-Zelle bildet sich ein Ruhemembranpotential aus. Steigt der Blutzucker-Spiegel, gelangt mehr Glukose durch den nicht von Insulin abhängigen Glukosetransporter 1 in die Beta-Zelle, es kann mehr energiereiches ATP gebildet werden. ATP bindet an die regulatorische Untereinheit des ATP-sensitiven Kaliumkanals, der Kaliumkanal wird geschlossen. Dies führt zu einem Anstieg der intrazellulären Kalium-Konzentration, das Membranpotential nimmt ab, es kommt zur Depolarisation. Durch die Depolarisation werden spannungsabhängige Calciumkanäle geöffnet, es kommt zum Calcium-Einstrom in die Zelle. Die erhöhte intrazelluläre Calciumkonzentration ist das Signal für Insulin-haltige Vesikel, mit der Zellmembran zu verschmelzen und so Insulin zu sezernieren. Der Anstieg des Insulins führt dann zum Abfall des Blutzuckers.
ATP-sensitive Kaliumkanäle werden durch Arzneistoffe aus der Gruppe der Sulfonylharnstoffe blockiert. Aktivierende Mutationen im Gen ABCC8, welches die regulatorischen Untereinheiten (SUR1) des ATP-sensitiven Kaliumkanals codiert, sind für ca. 12 % der Fälle von angeborenem Diabetes mellitus des Neugeborenen (Neonataler Diabetes mellitus) verantwortlich. Aktivierende Mutationen in Gen KCNJ11, das die Kir6.2-Untereinheiten des ATP-sensitiven Kaliumkanals codiert, liegen ca. 35–58 % der Fälle von neonatalem Diabetes zugrunde. Der neonatale Diabetes mellitus kann erfolgreich mit Sulfonylharnstoffen behandelt werden (Frances Ashcroft, Andrew Hattersley) Inaktivierende Mutationen im Gen ABCC8 führen dagegen zur frühkindlichen Unterzuckerung (Familiäre hyperinsulinämische Hypoglykämie).
Der Kaliumkanal KIR4.1 findet sich auf Gliazellen im Zentralnervensystem, speziell auf Astrozyten, Oligodendrozyten und Bergmann-Gliazellen. Die wesentliche Aufgabe scheint ein spatial buffering des Kaliumgradienten zu sein, um die axonale Reizweiterleitung aufrechtzuerhalten. Knock-out-Mäuse ohne Kir4.1 zeigten eine starke Hypomyelinisierung und axonale Veränderungen. Bei einer Untergruppe von Patienten mit Multipler Sklerose wurden IgG-Autoantikörper gegen den Kaliumkanal gefunden. Mutationen im KIR4.1-codierenden Gen KCNJ10 sind mit dem EAST- oder SeSAME-Syndrom assoziiert, das mit Epilepsie, Ataxie, renaler Tubulopathie und Taubheit verbunden ist.

## Selektivität
Kaliumkanäle bilden eine Pore in der Membran. Auf der extrazellulären Seite der Pore befindet sich der sogenannte Selektivitätsfilter. Diese Pore wird aus dem Polypeptid-Rückgrat gebildet, wobei die Carbonyl-Sauerstoffatome der Peptidbindungen genau so ausgerichtet sind, dass sie die Rolle des Sauerstoffs in den Wassermolekülen der Hydrathülle des Kaliumions „übernehmen“ können. Dadurch entstehen energetisch  stabilisierte Positionen für das Kaliumion im Selektivitätsfilter (genauer 4), wodurch eine Dehydratisierung und somit eine Passage des Kaliumions durch die Pore erleichtert wird. Im Inneren der Pore befindet sich eine Tasche mit Wassermolekülen, wo die Kaliumionen sofort wieder hydratisiert werden. Natriumionen beispielsweise passieren nicht den Selektivitätsfilter, obwohl sie kleiner sind als Kaliumionen. Das liegt daran, dass die Carbonyl-Sauerstoffatome für sie zu weit entfernt sind und sie somit nicht die Sauerstoffatome des Wassers ersetzen können (hier keine energetische Stabilisierung).

## Hemmung des Kaliumkanals
Wie andere Kanäle lassen sich auch Kaliumkanäle spezifisch durch Moleküle oder Peptide blockieren. Je nach Typ des Kaliumkanals sind dazu verschiedene Substanzen in der Lage. So können z. B. gezielt kalziumabhängige Kaliumkanäle blockiert werden, ohne dass andere Kanäle davon betroffen sind. Deshalb hat auch nicht jeder Hemmstoff dieselbe Wirkung im Körper, da die unterschiedlichen Kanaltypen im Vorkommen und Funktion differieren.
Oft wirkt der Hemmstoff direkt auf die Pore des Kanals, indem er diese verschließt (z. B. das Tetraethylammonium-Kation), sei es von der Außen- oder der Innenseite des Kanals.
Viele natürliche Pflanzen- und Tiergifte enthalten Proteine, die Kaliumkanäle hemmen. So sind beispielsweise über 40 Peptide aus Skorpiongiften bekannt, die inhibierend auf Kaliumkanäle wirken. Aber auch Insektengifte wie das Apamin der Biene sind spezifisch für calciumabhängige Kaliumkanäle.